# Luftflotte 2
La Luftflotte 2 (2ª flotta aerea) era una grande unità a livello d'armata (Luftflotte) della tedesca Luftwaffe nella seconda guerra mondiale. Venne formata il 1º febbraio 1939 a Braunschweig e trasferita in Italia il 15 novembre 1941; fu sciolta il 27 settembre 1944.

## Comandanti
- Generale Hellmuth Felmy, 1º febbraio 1939 - 12 gennaio 1940
- Generalfeldmarschall Albert Kesselring, 12 gennaio 1940 - 11 giugno 1943
- Generalfeldmarschall Wolfram Freiherr von Richthofen, 12 giugno 1943 - 27 settembre 1944

### Capi di stato maggiore
- Oberst Heinz von Wühlisch, 1º febbraio 1939 - 30 settembre 1939
- Oberst Josef Kammhuber, 1º ottobre 1939 - 19 dicembre 1939
- Generalmajor Wilhelm Speidel, 19 dicembre 1939 - 30 gennaio 1940
- Oberst Gerhard Bassenge, 30 gennaio 1940 - 31 luglio 1940
- Oberst Hans Seidemann, 5 ottobre 1940 - 11 agosto 1942
- Generalmajor Paul Deichmann, 25 agosto 1942 - 25 giugno 1943
- Oberst Thorsten Cristo, giugno 1943 - settembre 1943
- Generalleutnant Ernst Müller, 1º ottobre 1943 - settembre 1944